# Anwar al-Awlaqi
Anwar al-Awlaqi (en arabe أنور العولقي), de son nom complet Anwar bin Nasser bin Abdullah al-Awlaqi (né le 22 avril 1971 à Las Cruces, aux États-Unis – mort le 30 septembre 2011), est un imam américain, d'ascendance yéménite. Il était l'un des membres les plus actifs de la nébuleuse terroriste Al-Qaïda et un des responsables les plus influents de sa filière yéménite, Al-Qaïda dans la péninsule arabique, dont il était l'idéologue en chef. Il est ciblé à quatre reprises par des drones américains, frappes qui ont provoqué la mort de 54 civils. Il est tué par l'une de ces attaques le 30 septembre 2011.

## Biographie
Il naît le 22 avril 1971 à Las Cruces, au Nouveau-Mexique. Son père, Nasser al-Awlaqi, étudia aux États-Unis dans plusieurs facultés au cours des années 1960. C'est un brillant élève qui obtient un master en économie de l'agriculture à l'université d'État du Nouveau-Mexique en 1971, un doctorat à l'université du Nebraska à Lincoln et enseigna à l'université du Minnesota de 1975 à 1977. Il se maria avec une citoyenne américaine avec qui il eut un fils, Anwar. La famille retourne au Yémen en 1978, où Nasser exerça les fonctions de président de l'université de Sanaa et de ministre de l'Agriculture au sein du gouvernement yéménite d’Ali Abdallah Saleh. 
En 1978, à l'âge de sept ans, Anwar al-Awlaqi suit ses parents au Yémen. Il y étudie dans un lycée séculier à Sanaa. Il revient aux États-Unis en 1991 pour poursuivre ses études à l'université du Colorado. Il déménage ensuite en Californie où il devient imam de la mosquée de San Diego à l'âge de vingt-cinq ans. En 2001, il part pour Washington et devient imam à la mosquée de Falls Church. Ses prêches y sont notamment suivis par Nidal Malik Hasan, auteur de la fusillade de Fort Hood en 2009.
Dans les semaines qui ont suivi les attentats du 11 septembre 2001, il est consulté par les journalistes pour comprendre l'Islam. Il condamne les meurtres de masse, invite les équipes de télévision à le suivre et leur explique les rituels de sa religion. Il dit : « Nous sommes ici pour construire, pas pour détruire » (en anglais : We came here to build, not to destroy), dans un sermon, il déclare : « Nous sommes le pont entre les américains et le milliard de musulmans à travers le monde » (en anglais : « We are the bridge between Americans and one billion Muslims worldwide »). Il avait également fait un prêche dans le Capitole des États-Unis (bâtiment du Congrès) quelques semaines avant les attaques.
Selon des proches, Anwar, autrefois modéré, aurait adhéré à l'idéologie d'Al-Qaida à la suite des attentats du 11 septembre. Les autorités américaines affirment cependant que l'extrémisme d'Anwar serait antérieur aux faits, bien que cela ne soit pas prouvé. L'imam retient toutefois l'attention du FBI en raison de ses liens présumés avec la nébuleuse terroriste[Quand ?].
À la suite des attentats du 11 septembre, sa mise sous surveillance par la CIA s'intensifie. Ses sermons auraient en effet inspiré trois des dix-neuf pirates de l'air responsables des attaques, (Nawaf al-Hazmi, Khalid al-Mihdhar et Hani Hanjour, membres du commando ayant détourné le vol American Airlines 77 destiné à frapper le Pentagone) ayant fréquenté les mosquées de San Diego et de Dar al-Hijrah à Falls Church dont il était le recteur entre 2001 et 2002. 
En 2002, pourtant, autorisé à quitter le territoire américain, Anwar al-Awlaqi s'installe brièvement au Royaume-Uni, à Londres et fréquente la mosquée de Finsbury Park, avant de retourner au Yémen avec sa femme et ses cinq enfants en 2004. Il enseigne alors à la très religieuse université d'al-Elman, et devient un blogueur influent. L'établissement religieux où il enseigne est dirigé par l'imam Cheikh Abd-al-Majid al-Zindani (en), réputé pour avoir combattu en Afghanistan contre les Soviétiques aux côtés d'Oussama ben Laden, fondateur du réseau Al-Qaida. Al-Zindani a été désigné comme terroriste par les États-Unis et les Nations unies en 2004. Il nie toutefois avoir influencé Anwar al-Awlaqi.
À partir de 2006, Anwar al-Awlaqi lance de nombreux appels au jihad sur Internet. Il n'hésite pas à utiliser des sites sociaux comme Facebook, ou de partage de vidéos tels que YouTube, pour diffuser ses prêches. Ses prêches en anglais, langue qu'il maîtrise parfaitement, sont suspectés d'avoir inspiré plusieurs islamistes à commettre des attentats sur le sol américain. Au Yémen, ses appels au djihad sont lus par de nombreux internautes avant que son site ne soit rendu inaccessible. 
Le 31 août 2006, Anwar al-Awlaqi est arrêté au Yémen à la demande de Washington pour sa participation présumée au kidnapping d'un adolescent chiite en vue d'une rançon, de même qu'à l'enlèvement d'un attaché militaire américain. Emprisonné pendant dix-huit mois, il est interrogé par le FBI en 2007 sur ses liens présumés avec les Attentats du 11 septembre, mais est finalement relâché, faute de preuves, en décembre la même année. Anwar al-Awlaqi se soustrait aux enquêtes[pas clair] menées par la police yéménite sur ses liens présumés avec Al-Qaida en 2009. À la fin de l'année, son nom figure sur la liste des terroristes les plus recherchés au Yémen. 

### Fusillade de Fort Hood (5 novembre 2009)
Anwar al-Awlaqi a entretenu une correspondance avec Nidal Malik Hasan, américain musulman d'origine palestinienne, psychiatre dans l'armée de terre des États-Unis et auteur de la fusillade de Fort Hood, perpétrée le 5 novembre 2009, dans l'enceinte de la base de Fort Hood, au Texas. L'attaque a causé la mort de treize personnes et fait une trentaine de blessés. 
Des dizaines de mails faisant état d'une correspondance entre Hasan et Awlaqi ont été interceptés par la CIA quelques mois avant les faits. Dans certains, Nidal Malik Hasan exprime clairement son soutien à Awlaqi. Toutefois, comme le souligne The Wall Street Journal, il n'existe aucune preuve permettant d'affirmer qu'Anwar al-Awlaqi ait eu un rôle direct dans l'attaque. Toutefois, Nidal Malik Hasan est connu pour avoir fréquenté la mosquée Dar al-Hijrah à Falls Church du temps où l'imam en était le recteur et pourrait avoir été influencé par ses discours. 
Même si l'existence d'un lien entre Hasan et Awlaqi a été étudiée, la piste d'un acte solitaire a été privilégiée. Al-Awlaqi a critiqué cela dans un enregistrement audio publié en mars 2010 et dont le contenu a été retranscrit dans le premier numéro du magazine Inspire, paru le 11 juillet 2010,. Il a accusé l'administration Obama de dissimuler les liens entre lui et Hasan afin de rassurer le peuple américain. Dans un autre enregistrement audio, diffusé le 23 mai 2010, Al-Awlaqi a reconnu Nidal Hasan comme « l'un de ses élèves » et a appelé « tous les musulmans travaillant dans l'armée américaine à suivre le même chemin », avant d'ajouter : « Qui peut s'opposer à ce que (Hasan) a fait ? Il a tué des soldats qui étaient en route pour l'Irak et l'Afghanistan »,.

### Tentative d'attentat du vol 253 Northwest Airlines Flight (25 décembre 2009)
Anwar al-Awlaqi est suspecté d'avoir recruté et inspiré le Nigérian Umar Farouk Abdulmutallab, auteur de la tentative d'attentat avortée sur le vol 253 Northwest Airlines Flight reliant Amsterdam à Détroit le 25 décembre 2009. Des sources sécuritaires américaines ont affirmé que l'imam radical avait confirmé avoir rencontré le jeune homme peu avant les faits. En février 2010, dans une interview publiée sur al-Jazeera, Awlaqi avoue connaître Umar Farouk Abdulmutallab : « Il est un de mes étudiants ; oui, nous étions en correspondance ». Il a cependant nié être le commanditaire de la tentative d'attentat.
The Sunday Times mentionne toutefois que la rencontre entre les deux hommes remonte à 2005, alors qu'Umar Farouk Abdulmutallab étudiait l'arabe au Yémen. Après son arrestation, des éléments d'enquête ont prouvé que le jeune homme suivait les discours de l'imam.

### Activité au sein d'Al-Qaïda dans la Péninsule arabique (AQPA)
En 2009, les branches saoudiennes et yéménites d'Al-Qaïda fusionnent pour former Al-Qaïda dans la péninsule arabique. Anwar al-Awlaqi est perçu comme un de ses militants les plus charismatiques, mais, selon La Voix du Yémen, malgré l'importante couverture médiatique qui lui était consacré, il n'occupait aucun poste de premier plan au sein de l'organisation. La direction du groupe est assurée par Nasser al-Wouhayshi, un ancien garde du corps d'Oussama ben Laden. En mai 2011, Wouhayshi annonce dans une interview qu'Anwar al-Awlaqi n'avait pas « de liens particulièrement étroits avec al-Qaïda et qu’il n’a pas fait allégeance à Ben Laden ». Le président américain Barack Obama l'a néanmoins qualifié de « chef des opérations externes d'Al-Qaida dans la péninsule arabique ». Selon des responsables américains, Awlaqi tenait principalement un rôle de leader charismatique et de recruteur au sein d'AQPA. 
À la suite de la disparition de l'imam courant 2009, les gouvernements américain et yéménite tentent de retrouver sa trace. Il était soupçonné avoir trouvé refuge dans les zones tribales au sud du Yémen, d'où il poursuivait ses appels au jihad contre les États-Unis,, cherchant à inciter des musulmans américains à commettre des actes terroristes sur le territoire. Considéré par le Pentagone comme une menace aussi importante qu'Oussama ben Laden, son nom est inscrit sur la liste de la CIA des terroristes recherchés « morts » ou « vifs », par l'administration de Barack Obama. Il devient de fait le premier citoyen américain à être la cible d'une élimination dans le cadre de la lutte de contre-terrorisme engagée par Washington depuis les Attentats du 11 septembre 2001. 
Le 24 décembre 2009, Awlaqi est la cible d'un raid de l'aviation yéménite dans la province de Chabwa où il était soupçonné avoir trouvé refuge. L'attaque, ayant entraîné la mort d'une trentaine de civils, manque le militant islamiste qui ne se trouvait pas sur les lieux à ce moment-là. 
En mai 2011, il est la cible d'une deuxième tentative d'élimination dans une attaque de drone contre son véhicule dans la province de Chabwa, mais il parvient à s'enfuir.
Quelques mois plus tard, il échappe de justesse à une autre attaque causée par un drone américain le 20 septembre 2011, ce qui le conduit à quitter le sud du pays pour rejoindre al-Jawf, zone désertique au nord du Yémen, proche de la frontière saoudienne. Ces attaques dont il était la cible ne l'empêchaient pas d'apparaître en public pour prêcher et donner des conférences dans plusieurs mosquées de la province de Chabwa.

## Décès
Anwar al-Awlaqi est mort le 30 septembre 2011 dans la province d'al-Jawf, tué par un missile lancé d'un drone américain contre son véhicule lors d'une des attaques aériennes américaines. Six autres militants islamistes sont morts dans l'attaque, dont Samir Khan, un informaticien américain d'origine pakistanaise. Le groupe aurait été victime d'un premier tir à proximité d'une maison où les militants s'abritaient. En tentant de fuir à bord d'un véhicule, un second missile frappe la voiture, tuant ses occupants. Le décès d'Awlaqi a été confirmé par un responsable d'AQPA,. À propos de ces événements, l'on peut lire dans un article du Yemen Observer, d'une part que le frère, Khamis Afrag, d'une des victimes (le chauffeur décédé) fait partie de la direction du parti islamique d'opposition Al-Islah, d'autre part qu'Awlaqi a séjourné, dans les dix jours précédant son décès, notamment dans la ferme d'Amin Al-Okaimi, membre du parlement et président du parti précité. 
Son fils, Abdul Rahman, est tué avec cinq autres militants islamistes dans un raid aérien américain lancé dans la province de Chabwa le 15 octobre 2011.
Sa mort soulève un débat aux États-Unis sur le droit d'assassiner des ressortissants américains au nom de la lutte contre le terrorisme. Selon le The Washington Post, l'élimination d'Anwar al-Awlaqi aurait été approuvée par un document secret du département de la Justice des États-Unis. 
Le 22 mai 2013, l'administration américaine reconnaît formellement être à l'origine des attaques de drones ayant entraîné la mort du prédicateur islamiste,.
L'un de ses beaux-frères, Tarek al-Dahab, commandant militaire d'AQPA, était connu pour avoir pris et occupé temporairement la ville de Rada'a (ar) le 16 janvier 2012. Sous la pression des tribus locales, ses troupes se retirent le 25 janvier pour se replier à Al-Masanah, ville natale de Dahab. Le 16 février 2012, Tarek al-Dahab y est assassiné par son demi-frère, Hizam. L'altercation a entraîné une série de heurts entre les militants islamistes et une tribu locale hostile à Al-Qaïda. Tarek est remplacé par Qaïed al-Dahab, qui est à son tour tué dans une attaque de drone le 30 août 2013 à Manasseh, dans la province de Bayda.
Chérif Kouachi, l'un des deux auteurs de l'attentat contre Charlie Hebdo du 7 janvier 2015, a déclaré avoir été « financé » par « cheikh Anwar Al-Awlaki » dans une interview téléphonique accordée à Igor Sahiri de la chaîne BFM TV le 9 janvier 2015.